# تاکهیرو ایشی
تاکهیرو ایشی (انگلیسی: Takehiro Ishii؛ زادهٔ ۲۵ اکتبر ۱۹۶۴) بازیکن بیس‌بال اهل ژاپن است.